# Gran Premio di superbike di Magny-Cours 2023
Il Gran Premio di superbike di Magny-Cours 2023 è stato la nona prova del mondiale superbike del 2023. Nello stesso fine settimana si sono corsi anche la nona prova del campionato mondiale Supersport e la sesta del campionato mondiale Supersport 300.
I risultati delle gare hanno visto vincere, per quel che concerne il mondiale Superbike: Toprak Razgatlıoğlu in gara 1 e in gara Superpole, Álvaro Bautista in gara 2.
Le gare del mondiale Supersport sono state vinte entrambe da Nicolò Bulega, mentre le gare del mondiale Supersport 300 sono andate entrambe a Jeffrey Buis.

## Superbike gara 1

### Arrivati al traguardo
| Pos. | Nº | Pilota                | Squadra                   | Motocicletta        | Giri | Tempo     | Griglia | Punti |
| ---- | -- | --------------------- | ------------------------- | ------------------- | ---- | --------- | ------- | ----- |
| 1º   | 54 | Toprak Razgatlıoğlu   | Pata Yamaha Prometeon     | Yamaha YZF R1       | 20   | 32'31.978 | 4º      | 25    |
| 2º   | 21 | Michael Ruben Rinaldi | Aruba.it Racing - Ducati  | Ducati Panigale V4R | 20   | +2.656    | 3º      | 20    |
| 3º   | 65 | Jonathan Rea          | Kawasaki Racing           | Kawasaki ZX-10RR    | 20   | +4.773    | 5º      | 16    |
| 4º   | 31 | Garrett Gerloff       | Bonovo Action BMW         | BMW M1000 RR        | 20   | +6.266    | 1º      | 13    |
| 5º   | 9  | Danilo Petrucci       | Barni Spark Racing        | Ducati Panigale V4R | 20   | +8.987    | 8º      | 11    |
| 6º   | 55 | Andrea Locatelli      | Pata Yamaha Prometeon     | Yamaha YZF R1       | 20   | +9.740    | 10º     | 10    |
| 7º   | 45 | Scott Redding         | Rokit BMW Motorrad        | BMW M1000 RR        | 20   | +9.916    | 9º      | 9     |
| 8º   | 22 | Alex Lowes            | Kawasaki Racing           | Kawasaki ZX-10RR    | 20   | +10.760   | 7º      | 8     |
| 9º   | 5  | Philipp Öttl          | Team GoEleven             | Ducati Panigale V4R | 20   | +12.623   | 11º     | 7     |
| 10º  | 1  | Álvaro Bautista       | Aruba.it Racing - Ducati  | Ducati Panigale V4R | 20   | +13.250   | 2º      | 6     |
| 11º  | 77 | Dominique Aegerter    | GYTR GRT Yamaha           | Yamaha YZF R1       | 20   | +14.921   | 12º     | 5     |
| 12º  | 97 | Xavi Vierge           | Team HRC                  | Honda CBR1000 RR-R  | 20   | +21.932   | 19º     | 4     |
| 13º  | 76 | Loris Baz             | Bonovo Action BMW         | BMW M1000 RR        | 20   | +22.213   | 6º      | 3     |
| 14º  | 7  | Iker Lecuona          | Team HRC                  | Honda CBR1000 RR-R  | 20   | +24.004   | 14º     | 2     |
| 15º  | 87 | Remy Gardner          | GYTR GRT Yamaha           | Yamaha YZF R1       | 20   | +25.699   | 15º     | 1     |
| 16º  | 60 | Michael van der Mark  | Rokit BMW Motorrad        | BMW M1000 RR        | 20   | +31.246   | 13º     |       |
| 17º  | 47 | Axel Bassani          | Motocorsa Racing          | Ducati Panigale V4R | 20   | +35.579   | 17º     |       |
| 18º  | 35 | Hafizh Syahrin        | Petronas MIE Racing Honda | Honda CBR1000 RR-R  | 20   | +55.958   | 21º     |       |
| 19º  | 44 | Lucas Mahias          | Kawasaki Puccetti Racing  | Kawasaki ZX-10RR    | 20   | +57.052   | 16º     |       |
| 20º  | 52 | Oliver König          | Orelac Racing Movisio     | Kawasaki ZX-10RR    | 20   | +1'01.687 | 24º     |       |
| 21º  | 38 | Hannes Soomer         | Petronas MIE Racing Honda | Honda CBR1000 RR-R  | 20   | +1'05.980 | 18º     |       |

### Ritirati
| Nº | Pilota              | Squadra                   | Motocicletta     | Giri | Griglia |
| -- | ------------------- | ------------------------- | ---------------- | ---- | ------- |
| 28 | Bradley Ray         | Yamaha Motoxracing        | Yamaha YZF R1    | 17   | 20º     |
| 32 | Isaac Viñales       | TPR Team Pedercini Racing | Kawasaki ZX-10RR | 11   | 22º     |
| 34 | Lorenzo Baldassarri | GMT94 Yamaha              | Yamaha YZF R1    | 8    | 23º     |

## Superbike gara Superpole

### Arrivati al traguardo
| Pos. | Nº | Pilota               | Squadra                   | Motocicletta        | Giri | Tempo     | Griglia | Punti |
| ---- | -- | -------------------- | ------------------------- | ------------------- | ---- | --------- | ------- | ----- |
| 1º   | 54 | Toprak Razgatlıoğlu  | Pata Yamaha Prometeon     | Yamaha YZF R1       | 10   | 16'06.697 | 4º      | 12    |
| 2º   | 1  | Álvaro Bautista      | Aruba.it Racing - Ducati  | Ducati Panigale V4R | 10   | +0.970    | 2º      | 9     |
| 3º   | 65 | Jonathan Rea         | Kawasaki Racing           | Kawasaki ZX-10RR    | 10   | +2.503    | 5º      | 7     |
| 4º   | 55 | Andrea Locatelli     | Pata Yamaha Prometeon     | Yamaha YZF R1       | 10   | +2.747    | 7º      | 6     |
| 5º   | 9  | Danilo Petrucci      | Barni Spark Racing        | Ducati Panigale V4R | 10   | +3.376    | 9º      | 5     |
| 6º   | 77 | Dominique Aegerter   | GYTR GRT Yamaha           | Yamaha YZF R1       | 10   | +6.406    | 12º     | 4     |
| 7º   | 76 | Loris Baz            | Bonovo Action BMW         | BMW M1000 RR        | 10   | +6.658    | 6º      | 3     |
| 8º   | 47 | Axel Bassani         | Motocorsa Racing          | Ducati Panigale V4R | 10   | +6.959    | 19º     | 2     |
| 9º   | 97 | Xavi Vierge          | Team HRC                  | Honda CBR1000 RR-R  | 10   | +8.322    | 16º     | 1     |
| 10º  | 5  | Philipp Öttl         | Team GoEleven             | Ducati Panigale V4R | 10   | +8.476    | 11º     |       |
| 11º  | 87 | Remy Gardner         | GYTR GRT Yamaha           | Yamaha YZF R1       | 10   | +9.386    | 15º     |       |
| 12º  | 7  | Iker Lecuona         | Team HRC                  | Honda CBR1000 RR-R  | 10   | +10.335   | 14º     |       |
| 13º  | 60 | Michael van der Mark | Rokit BMW Motorrad        | BMW M1000 RR        | 10   | +10.779   | 13º     |       |
| 14º  | 34 | Lorenzo Baldassarri  | GMT94 Yamaha              | Yamaha YZF R1       | 10   | +14.764   | 20º     |       |
| 15º  | 28 | Bradley Ray          | Yamaha Motoxracing        | Yamaha YZF R1       | 10   | +16.763   | 17º     |       |
| 16º  | 44 | Lucas Mahias         | Kawasaki Puccetti Racing  | Kawasaki ZX-10RR    | 10   | +23.226   | 18º     |       |
| 17º  | 38 | Hannes Soomer        | Petronas MIE Racing Honda | Honda CBR1000 RR-R  | 10   | +24.172   | 21º     |       |
| 18º  | 35 | Hafizh Syahrin       | Petronas MIE Racing Honda | Honda CBR1000 RR-R  | 10   | +24.293   | 22º     |       |
| 19º  | 32 | Isaac Viñales        | TPR Team Pedercini Racing | Kawasaki ZX-10RR    | 10   | +26.388   | 23º     |       |
| 20º  | 45 | Scott Redding        | Rokit BMW Motorrad        | BMW M1000 RR        | 10   | +34.143   | 10º     |       |
| 21º  | 52 | Oliver König         | Orelac Racing Movisio     | Kawasaki ZX-10RR    | 10   | +34.556   | 24º     |       |

### Ritirati
| Nº | Pilota                | Squadra                  | Motocicletta        | Giri | Griglia |
| -- | --------------------- | ------------------------ | ------------------- | ---- | ------- |
| 22 | Alex Lowes            | Kawasaki Racing          | Kawasaki ZX-10RR    | 5    | 8º      |
| 21 | Michael Ruben Rinaldi | Aruba.it Racing - Ducati | Ducati Panigale V4R | 4    | 3º      |
| 31 | Garrett Gerloff       | Bonovo Action BMW        | BMW M1000 RR        | 1    | 1º      |

## Superbike gara 2

### Arrivati al traguardo
| Pos. | Nº | Pilota              | Squadra                   | Motocicletta        | Giri | Tempo     | Griglia | Punti |
| ---- | -- | ------------------- | ------------------------- | ------------------- | ---- | --------- | ------- | ----- |
| 1º   | 1  | Álvaro Bautista     | Aruba.it Racing - Ducati  | Ducati Panigale V4R | 17   | 27'32.363 | 1º      | 25    |
| 2º   | 54 | Toprak Razgatlıoğlu | Pata Yamaha Prometeon     | Yamaha YZF R1       | 17   | +5.893    | 3º      | 20    |
| 3º   | 65 | Jonathan Rea        | Kawasaki Racing           | Kawasaki ZX-10RR    | 17   | +6.779    | 2º      | 16    |
| 4º   | 55 | Andrea Locatelli    | Pata Yamaha Prometeon     | Yamaha YZF R1       | 17   | +10.978   | 6º      | 13    |
| 5º   | 31 | Garrett Gerloff     | Bonovo Action BMW         | BMW M1000 RR        | 17   | +11.482   | 9º      | 11    |
| 6º   | 47 | Axel Bassani        | Motocorsa Racing          | Ducati Panigale V4R | 17   | +15.258   | 7º      | 10    |
| 7º   | 9  | Danilo Petrucci     | Barni Spark Racing        | Ducati Panigale V4R | 17   | +17.578   | 4º      | 9     |
| 8º   | 87 | Remy Gardner        | GYTR GRT Yamaha           | Yamaha YZF R1       | 17   | +19.576   | 12º     | 8     |
| 9º   | 97 | Xavi Vierge         | Team HRC                  | Honda CBR1000 RR-R  | 17   | +19.937   | 10º     | 7     |
| 10º  | 5  | Philipp Öttl        | Team GoEleven             | Ducati Panigale V4R | 17   | +19.986   | 11º     | 6     |
| 11º  | 7  | Iker Lecuona        | Team HRC                  | Honda CBR1000 RR-R  | 17   | +22.640   | 15º     | 5     |
| 12º  | 76 | Loris Baz           | Bonovo Action BMW         | BMW M1000 RR        | 17   | +27.073   | 8º      | 4     |
| 13º  | 34 | Lorenzo Baldassarri | GMT94 Yamaha              | Yamaha YZF R1       | 17   | +27.428   | 16º     | 3     |
| 14º  | 35 | Hafizh Syahrin      | Petronas MIE Racing Honda | Honda CBR1000 RR-R  | 17   | +41.742   | 18º     | 2     |
| 15º  | 38 | Hannes Soomer       | Petronas MIE Racing Honda | Honda CBR1000 RR-R  | 17   | +45.875   | 17º     | 1     |
| 16º  | 32 | Isaac Viñales       | TPR Team Pedercini Racing | Kawasaki ZX-10RR    | 17   | +46.219   | 19º     |       |
| 17º  | 28 | Bradley Ray         | Yamaha Motoxracing        | Yamaha YZF R1       | 17   | +55.481   | 14º     |       |
| 18º  | 52 | Oliver König        | Orelac Racing Movisio     | Kawasaki ZX-10RR    | 17   | +58.003   | 20º     |       |

### Ritirati
| Nº | Pilota                | Squadra                  | Motocicletta        | Giri | Griglia |
| -- | --------------------- | ------------------------ | ------------------- | ---- | ------- |
| 21 | Michael Ruben Rinaldi | Aruba.it Racing - Ducati | Ducati Panigale V4R | 13   | 5º      |
| 45 | Scott Redding         | Rokit BMW Motorrad       | BMW M1000 RR        | 10   | 21º     |
| 60 | Michael van der Mark  | Rokit BMW Motorrad       | BMW M1000 RR        | 3    | 13º     |
| 77 | Dominique Aegerter    | GYTR GRT Yamaha          | Yamaha YZF R1       | 0    |         |
| 44 | Lucas Mahias          | Kawasaki Puccetti Racing | Kawasaki ZX-10RR    | 0    |         |

## Supersport gara 1

### Arrivati al traguardo
| Pos. | Nº | Pilota              | Squadra                    | Motocicletta                 | Giri | Tempo     | Griglia | Punti |
| ---- | -- | ------------------- | -------------------------- | ---------------------------- | ---- | --------- | ------- | ----- |
| 1º   | 11 | Nicolò Bulega       | Aruba.it Racing            | Ducati Panigale V2           | 19   | 32'05.753 | 1º      | 25    |
| 2º   | 62 | Stefano Manzi       | Ten Kate Racing Yamaha     | Yamaha YZF R6                | 19   | +0.587    | 4º      | 20    |
| 3º   | 94 | Valentin Debise     | GMT94 Yamaha               | Yamaha YZF R6                | 19   | +4.898    | 2º      | 16    |
| 4º   | 99 | Adrián Huertas      | MTM Kawasaki               | Kawasaki ZX-6R               | 19   | +7.701    | 6º      | 13    |
| 5º   | 66 | Niki Tuuli          | PTR Triumph                | Triumph Street Triple RS 765 | 19   | +9.969    | 7º      | 11    |
| 6º   | 55 | Yari Montella       | Barni Spark Racing         | Ducati Panigale V2           | 19   | +12.013   | 5º      | 10    |
| 7º   | 23 | Marcel Schrötter    | MV Agusta Reparto Corse    | MV Agusta F3 800 RR          | 19   | +12.213   | 8º      | 9     |
| 8º   | 64 | Federico Caricasulo | Althea Racing              | Ducati Panigale V2           | 19   | +20.286   | 11º     | 8     |
| 9º   | 54 | Bahattin Sofuoğlu   | MV Agusta Reparto Corse    | MV Agusta F3 800 RR          | 19   | +24.206   | 17º     | 7     |
| 10º  | 48 | Lorenzo Dalla Porta | Evan Bros. Yamaha          | Yamaha YZF R6                | 19   | +24.312   | 9º      | 6     |
| 11º  | 25 | Andy Verdoïa        | Yamaha Thailand Racing     | Yamaha YZF R6                | 19   | +24.771   | 10º     | 5     |
| 12º  | 86 | Johan Gimbert       | GMT94 Yamaha               | Yamaha YZF R6                | 19   | +35.869   | 14º     | 4     |
| 13º  | 69 | Tom Booth-Amos      | Motozoo ME Air Racing      | Kawasaki ZX-6R               | 19   | +36.025   | 16º     | 3     |
| 14º  | 43 | Simon Jespersen     | VFT Racing Webike Yamaha   | Yamaha YZF R6                | 19   | +36.215   | 13º     | 2     |
| 15º  | 17 | John McPhee         | Vince64 by Puccetti Racing | Kawasaki ZX-6R               | 19   | +42.544   | 18º     | 1     |
| 16º  | 3  | Raffaele De Rosa    | Orelac Racing Verdnatura   | Ducati Panigale V2           | 19   | +45.041   | 3º      |       |
| 17º  | 61 | Can Öncü            | Kawasaki Puccetti Racing   | Kawasaki ZX-6R               | 19   | +49.455   | 21º     |       |
| 18º  | 16 | Yuta Okaya          | ProDina Kawasaki Racing    | Kawasaki ZX-6R               | 19   | +52.446   | 29º     |       |
| 19º  | 7  | Adam Norrodin       | Petronas MIE Racing Honda  | Honda CBR600RR               | 19   | +52.610   | 26º     |       |
| 20º  | 47 | Andreas Kofler      | D34G Racing                | Ducati Panigale V2           | 19   | +52.914   | 24º     |       |
| 21º  | 71 | Tom Edwards         | Yart-Yamaha                | Yamaha YZF R6                | 19   | +53.820   | 19º     |       |
| 22º  | 50 | Ondřej Vostatek     | PTR Triumph                | Triumph Street Triple RS 765 | 19   | +56.482   | 20º     |       |
| 23º  | 51 | Anupab Sarmoon      | Yamaha Thailand Racing     | Yamaha YZF R6                | 19   | +57.167   | 22º     |       |
| 24º  | 95 | Tarran Mackenzie    | Petronas MIE Racing Honda  | Honda CBR600RR               | 19   | +57.352   | 31º     |       |
| 25º  | 22 | Federico Fuligni    | Orelac Racing Verdnatura   | Ducati Panigale V2           | 19   | +1'05.046 | 23º     |       |
| 26º  | 73 | Maximilian Kofler   | D34G Racing                | Ducati Panigale V2           | 19   | +1'11.928 | 30º     |       |
| 27º  | 27 | Álvaro Díaz         | Arco Yart Yamaha           | Yamaha YZF R6                | 19   | +1'14.672 | 27º     |       |
| 28º  | 68 | Luke Power          | Motozoo ME Air Racing      | Kawasaki ZX-6R               | 19   | +1'25.182 | 25º     |       |

### Ritirati
| Nº | Pilota             | Squadra                | Motocicletta  | Giri | Griglia |
| -- | ------------------ | ---------------------- | ------------- | ---- | ------- |
| 96 | Matthieu Grégorio  | Moto Ain               | Yamaha YZF R6 | 12   | 28º     |
| 28 | Glenn van Straalen | EAB Racing             | Yamaha YZF R6 | 8    | 15º     |
| 9  | Jorge Navarro      | Ten Kate Racing Yamaha | Yamaha YZF R6 | 2    | 12º     |

## Supersport gara 2

### Arrivati al traguardo
| Pos. | Nº | Pilota              | Squadra                    | Motocicletta                 | Giri | Tempo     | Griglia | Punti |
| ---- | -- | ------------------- | -------------------------- | ---------------------------- | ---- | --------- | ------- | ----- |
| 1º   | 11 | Nicolò Bulega       | Aruba.it Racing            | Ducati Panigale V2           | 19   | 31'55.603 | 1º      | 25    |
| 2º   | 94 | Valentin Debise     | GMT94 Yamaha               | Yamaha YZF R6                | 19   | +1.991    | 2º      | 20    |
| 3º   | 62 | Stefano Manzi       | Ten Kate Racing Yamaha     | Yamaha YZF R6                | 19   | +12.441   | 4º      | 16    |
| 4º   | 23 | Marcel Schrötter    | MV Agusta Reparto Corse    | MV Agusta F3 800 RR          | 19   | +15.582   | 8º      | 13    |
| 5º   | 66 | Niki Tuuli          | PTR Triumph                | Triumph Street Triple RS 765 | 19   | +17.009   | 7º      | 11    |
| 6º   | 48 | Lorenzo Dalla Porta | Evan Bros. Yamaha          | Yamaha YZF R6                | 19   | +17.401   | 9º      | 10    |
| 7º   | 99 | Adrián Huertas      | MTM Kawasaki               | Kawasaki ZX-6R               | 19   | +17.512   | 6º      | 9     |
| 8º   | 55 | Yari Montella       | Barni Spark Racing         | Ducati Panigale V2           | 19   | +20.190   | 5º      | 8     |
| 9º   | 9  | Jorge Navarro       | Ten Kate Racing Yamaha     | Yamaha YZF R6                | 19   | +21.264   | 12º     | 7     |
| 10º  | 64 | Federico Caricasulo | Althea Racing              | Ducati Panigale V2           | 19   | +22.094   | 11º     | 6     |
| 11º  | 86 | Johan Gimbert       | GMT94 Yamaha               | Yamaha YZF R6                | 19   | +31.068   | 14º     | 5     |
| 12º  | 43 | Simon Jespersen     | VFT Racing Webike Yamaha   | Yamaha YZF R6                | 19   | +34.992   | 13º     | 4     |
| 13º  | 28 | Glenn van Straalen  | EAB Racing                 | Yamaha YZF R6                | 19   | +36.725   | 15º     | 3     |
| 14º  | 61 | Can Öncü            | Kawasaki Puccetti Racing   | Kawasaki ZX-6R               | 19   | +39.663   | 21º     | 2     |
| 15º  | 25 | Andy Verdoïa        | Yamaha Thailand Racing     | Yamaha YZF R6                | 19   | +40.502   | 10º     | 1     |
| 16º  | 50 | Ondřej Vostatek     | PTR Triumph                | Triumph Street Triple RS 765 | 19   | +40.864   | 20º     |       |
| 17º  | 47 | Andreas Kofler      | D34G Racing                | Ducati Panigale V2           | 19   | +44.827   | 24º     |       |
| 18º  | 68 | Luke Power          | Motozoo ME Air Racing      | Kawasaki ZX-6R               | 19   | +51.802   | 25º     |       |
| 19º  | 17 | John McPhee         | Vince64 by Puccetti Racing | Kawasaki ZX-6R               | 19   | +52.119   | 18º     |       |
| 20º  | 95 | Tarran Mackenzie    | Petronas MIE Racing Honda  | Honda CBR600RR               | 19   | +52.540   | 29º     |       |
| 21º  | 27 | Álvaro Díaz         | Arco Yart Yamaha           | Yamaha YZF R6                | 19   | +54.907   | 26º     |       |
| 22º  | 51 | Anupab Sarmoon      | Yamaha Thailand Racing     | Yamaha YZF R6                | 19   | +58.460   | 22º     |       |
| 23º  | 71 | Tom Edwards         | Yart-Yamaha                | Yamaha YZF R6                | 19   | +1'12.164 | 19º     |       |
| 24º  | 16 | Yuta Okaya          | ProDina Kawasaki Racing    | Kawasaki ZX-6R               | 18   | +1 giro   | 27º     |       |

### Ritirati
| Nº | Pilota            | Squadra                  | Motocicletta        | Giri | Griglia |
| -- | ----------------- | ------------------------ | ------------------- | ---- | ------- |
| 54 | Bahattin Sofuoğlu | MV Agusta Reparto Corse  | MV Agusta F3 800 RR | 15   | 17º     |
| 73 | Maximilian Kofler | D34G Racing              | Ducati Panigale V2  | 13   | 28º     |
| 3  | Raffaele De Rosa  | Orelac Racing Verdnatura | Ducati Panigale V2  | 11   | 3º      |
| 69 | Tom Booth-Amos    | Motozoo ME Air Racing    | Kawasaki ZX-6R      | 11   | 16º     |
| 22 | Federico Fuligni  | Orelac Racing Verdnatura | Ducati Panigale V2  | 3    | 23º     |

## Supersport 300 gara 1

### Arrivati al traguardo
| Pos. | Nº | Pilota                | Squadra                               | Motocicletta       | Giri | Tempo     | Griglia | Punti |
| ---- | -- | --------------------- | ------------------------------------- | ------------------ | ---- | --------- | ------- | ----- |
| 1º   | 6  | Jeffrey Buis          | MTM Kawasaki                          | Kawasaki Ninja 400 | 13   | 24'43.320 | 5º      | 25    |
| 2º   | 85 | Kevin Sabatucci       | Flembbo-Pl Performances               | Kawasaki Ninja 400 | 13   | +1.890    | 7º      | 20    |
| 3º   | 7  | Loris Veneman         | MTM Kawasaki                          | Kawasaki Ninja 400 | 13   | +2.168    | 3º      | 16    |
| 4º   | 60 | Dirk Geiger           | Freudenberg KTM-Paligo Racing         | KTM RC 390 R       | 13   | +2.238    | 1º      | 13    |
| 5º   | 73 | José Pérez González   | Accolade Smrž Racing BGR              | Kawasaki Ninja 400 | 13   | +2.589    | 2º      | 11    |
| 6º   | 88 | Daniel Mogeda         | Kawasaki GP Project                   | Kawasaki Ninja 400 | 13   | +2.654    | 6º      | 10    |
| 7º   | 91 | Matteo Vannucci       | AG Motorsport Italia Yamaha           | Yamaha YZF-R3      | 13   | +2.700    | 4º      | 9     |
| 8º   | 47 | Fenton Seabright      | Kawasaki GP Project                   | Kawasaki Ninja 400 | 13   | +12.377   | 15º     | 8     |
| 9º   | 17 | Ruben Bijman          | Arco Motor University                 | Yamaha YZF-R3      | 13   | +18.683   | 17º     | 7     |
| 10º  | 13 | Devis Bergamini       | ProGP Racing                          | Yamaha YZF-R3      | 13   | +18.747   | 25º     | 6     |
| 11º  | 28 | Lennox Lehmann        | Freudenberg KTM-Paligo Racing         | KTM RC 390 R       | 13   | +18.780   | 14º     | 5     |
| 12º  | 22 | Marc García           | China Racing                          | Kove 321RR         | 13   | +19.024   | 20º     | 4     |
| 13º  | 53 | Petr Svoboda          | Fusport-RT Motorsport by SKM-Kawasaki | Kawasaki Ninja 400 | 13   | +19.198   | 22º     | 3     |
| 14º  | 26 | Mirko Gennai          | BrCorse                               | Yamaha YZF-R3      | 13   | +19.299   | 13º     | 2     |
| 15º  | 25 | Mattia Martella       | ProDina Kawasaki Racing               | Kawasaki Ninja 400 | 13   | +19.469   | 24º     | 1     |
| 16º  | 99 | Galang Hendra Pratama | Sublime Racing by MS Racing           | Yamaha YZF-R3      | 13   | +21.133   | 19º     |       |
| 17º  | 69 | Troy Alberto          | Fusport-RT Motorsport by SKM-Kawasaki | Kawasaki Ninja 400 | 13   | +26.561   | 10º     |       |
| 18º  | 51 | Juan Urióstegui       | Sublime Racing by MS Racing           | Yamaha YZF-R3      | 13   | +27.224   | 26º     |       |
| 19º  | 81 | Ioannis Peristeras    | ProGP Racing                          | Yamaha YZF-R3      | 13   | +27.605   | 21º     |       |
| 20º  | 41 | Raffaele Tragni       | AG Motorsport Italia Yamaha           | Yamaha YZF-R3      | 13   | +27.796   | 28º     |       |
| 21º  | 19 | Alessandro Zanca      | Team#109 Kawasaki                     | Kawasaki Ninja 400 | 13   | +27.971   | 23º     |       |
| 22º  | 55 | Unai Calatayud        | Arco Motor University                 | Yamaha YZF-R3      | 13   | +28.229   | 27º     |       |
| 23º  | 78 | Levi Badie            | Accolade Smrž Racing BGR              | Kawasaki Ninja 400 | 13   | +47.229   | 29º     |       |
| 24º  | 77 | José Osuna Sáez       | Deza-Box 77 Racing                    | Kawasaki Ninja 400 | 13   | +54.512   | 11º     |       |
| 25º  | 93 | Marco Gaggi           | BrCorse                               | Yamaha YZF-R3      | 13   | +57.411   | 8º      |       |

### Ritirati
| Nº | Pilota         | Squadra                             | Motocicletta       | Giri | Griglia |
| -- | -------------- | ----------------------------------- | ------------------ | ---- | ------- |
| 48 | Julio García   | Flembbo-Pl Performances             | Kawasaki Ninja 400 | 12   | 16º     |
| 12 | Humberto Maier | Yamaha MS Racing/AD78 Latin America | Yamaha YZF-R3      | 10   | 9º      |
| 39 | Enzo Valentim  | Yamaha MS Racing/AD78 Latin America | Yamaha YZF-R3      | 6    | 18º     |
| 23 | Samuel Di Sora | ProDina Kawasaki Racing             | Kawasaki Ninja 400 | 1    | 12º     |

## Supersport 300 gara 2

### Arrivati al traguardo
| Pos. | Nº | Pilota                | Squadra                               | Motocicletta       | Giri | Tempo     | Griglia | Punti |
| ---- | -- | --------------------- | ------------------------------------- | ------------------ | ---- | --------- | ------- | ----- |
| 1º   | 6  | Jeffrey Buis          | MTM Kawasaki                          | Kawasaki Ninja 400 | 13   | 24'42.326 | 5º      | 25    |
| 2º   | 26 | Mirko Gennai          | BrCorse                               | Yamaha YZF-R3      | 13   | +0.668    | 13º     | 20    |
| 3º   | 73 | José Pérez González   | Accolade Smrž Racing BGR              | Kawasaki Ninja 400 | 13   | +0.787    | 2º      | 16    |
| 4º   | 88 | Daniel Mogeda         | Kawasaki GP Project                   | Kawasaki Ninja 400 | 13   | +1.013    | 6º      | 13    |
| 5º   | 7  | Loris Veneman         | MTM Kawasaki                          | Kawasaki Ninja 400 | 13   | +1.182    | 3º      | 11    |
| 6º   | 85 | Kevin Sabatucci       | Flembbo-Pl Performances               | Kawasaki Ninja 400 | 13   | +1.342    | 7º      | 10    |
| 7º   | 77 | José Osuna Sáez       | Deza-Box 77 Racing                    | Kawasaki Ninja 400 | 13   | +1.452    | 11º     | 9     |
| 8º   | 47 | Fenton Seabright      | Kawasaki GP Project                   | Kawasaki Ninja 400 | 13   | +4.009    | 16º     | 8     |
| 9º   | 60 | Dirk Geiger           | Freudenberg KTM-Paligo Racing         | KTM RC 390 R       | 13   | +9.607    | 1º      | 7     |
| 10º  | 12 | Humberto Maier        | Yamaha MS Racing/AD78 Latin America   | Yamaha YZF-R3      | 13   | +13.598   | 9º      | 6     |
| 11º  | 53 | Petr Svoboda          | Fusport-RT Motorsport by SKM-Kawasaki | Kawasaki Ninja 400 | 13   | +13.764   | 24º     | 5     |
| 12º  | 17 | Ruben Bijman          | Arco Motor University                 | Yamaha YZF-R3      | 13   | +13.862   | 18º     | 4     |
| 13º  | 99 | Galang Hendra Pratama | Sublime Racing by MS Racing           | Yamaha YZF-R3      | 13   | +13.927   | 22º     | 3     |
| 14º  | 22 | Marc García           | China Racing                          | Kove 321RR         | 13   | +14.076   | 15º     | 2     |
| 15º  | 23 | Samuel Di Sora        | ProDina Kawasaki Racing               | Kawasaki Ninja 400 | 13   | +14.228   | 12º     | 1     |
| 16º  | 69 | Troy Alberto          | Fusport-RT Motorsport by SKM-Kawasaki | Kawasaki Ninja 400 | 13   | +14.644   | 10º     |       |
| 17º  | 28 | Lennox Lehmann        | Freudenberg KTM-Paligo Racing         | KTM RC 390 R       | 13   | +14.689   | 14º     |       |
| 18º  | 48 | Julio García          | Flembbo-Pl Performances               | Kawasaki Ninja 400 | 13   | +14.900   | 17º     |       |
| 19º  | 25 | Mattia Martella       | ProDina Kawasaki Racing               | Kawasaki Ninja 400 | 13   | +20.344   | 19º     |       |
| 20º  | 39 | Enzo Valentim         | Yamaha MS Racing/AD78 Latin America   | Yamaha YZF-R3      | 13   | +20.543   | 21º     |       |
| 21º  | 81 | Ioannis Peristeras    | ProGP Racing                          | Yamaha YZF-R3      | 13   | +20.887   | 23º     |       |
| 22º  | 55 | Unai Calatayud        | Arco Motor University                 | Yamaha YZF-R3      | 13   | +21.104   | 27º     |       |
| 23º  | 41 | Raffaele Tragni       | AG Motorsport Italia Yamaha           | Yamaha YZF-R3      | 13   | +35.969   | 28º     |       |
| 24º  | 19 | Alessandro Zanca      | Team#109 Kawasaki                     | Kawasaki Ninja 400 | 13   | +36.401   | 25º     |       |
| 25º  | 93 | Marco Gaggi           | BrCorse                               | Yamaha YZF-R3      | 13   | +41.915   | 8º      |       |
| 26º  | 78 | Levi Badie            | Accolade Smrž Racing BGR              | Kawasaki Ninja 400 | 13   | +42.801   | 29º     |       |

### Ritirati
| Nº | Pilota          | Squadra                     | Motocicletta  | Giri | Griglia |
| -- | --------------- | --------------------------- | ------------- | ---- | ------- |
| 91 | Matteo Vannucci | AG Motorsport Italia Yamaha | Yamaha YZF-R3 | 10   | 4º      |
| 13 | Devis Bergamini | ProGP Racing                | Yamaha YZF-R3 | 5    | 20º     |
| 51 | Juan Urióstegui | Sublime Racing by MS Racing | Yamaha YZF-R3 | 1    | 26º     |